# Eugen Filkorn
Eugen Filkorn (10. listopadu 1881, Nitrianske Pravno – 5. ledna 1974, Nitra) byl slovenský katolický kněz a papežský prelát, poslanec slovenského sněmu.
Po kněžském svěcení působil na několika školách v Nitře. Stal se profesorem bohosloví. Přednášel církevní historii, sociologii a dějiny církevního umění. Po první světové válce založil a stal se prvním ředitelem katolického vysokoškolského internátu Svoradov (1922), prvního vysokoškolského internátu v Bratislavě.
Eugen Filkorn zval každý týden do studentského domova přednášející z řad nejlepších katolických vědců a intelektuálů, jakož i odborníků z oblastí filozofie, etiky, sociologie a literatury. Přicházeli sem i spisovatelé, novináři a jiné významné osobnosti z celého Slovenska i z českých zemí.
Jako ředitel internátu podnikal mnoho cest do zahraničí. Prohlédl si katolické koleje v Anglii, Francii, Německu a USA. Nezaměřoval se jen na materiální vybavení objektů, sledoval i výchovnou a kulturní práci v těchto ústavech a systém poskytování stipendií. Během zahraničních návštěv organizoval finanční sbírky, zejména u amerických Slováků. Pro své akademiky vydával časopis Svoradov, pro středoškolskou mládež časopis Rozvoj. Byl ředitelem revue Kultura, které zapojil do evropských duchovních proudů.
Z Filkornovy iniciativy bylo založeno knižní vydavatelství Lev. Ve Svoradovu poskytl přístřeší několika studentským akademickým spolkům, které byly sdruženy v Ústředí slovenského katolického studentstva. Založil celoslovenskou organizaci Katolická jednota žen, která měla svůj ústřední dům v Trnavě. Dívkám umožnil sdružovat se v organizacích Věnec. Tyto měly své měsíčníky Jednota a Listy rodičům, které Filkorn sám redigoval. I v těchto sdruženích zavedl pořádání přednášek a duchovních cvičení.
Politicky se angažoval v HSLS. Za tuto stranu se stal v roce 1935 členem slovenského zemského sněmu a během totalitní první slovenské republiky byl Filkorn poslancem Slovenského sněmu. Po roce 1945 byl internát Svoradov znárodněn, časopisy zakázány a spolky rozpuštěny. Sám Filkorn byl v roce 1947 Národním soudem ve vykonstruovaném procesu odsouzen na 2 roky nepodmíněně za velezradu (obhajoval ho Dr. Ernest Žabkay). Po propuštění z vězení, navzdory neustálému pronásledování ze strany StB, působil jako kanovník, byl předsedou diecézního církevního soudu a nestorem nitranské diecéze.
V roce 1966 mu v Kanadě vyšla životopisná kniha Jan XXIII. - Papež klidu a lásky.
Eugen Filkorn zemřel v 93. roce života a 70. roce kněžství. V roce 1996 arcibiskup Ján Sokol odhalil Filkornovi ve vestibulu internátu Svoradov pamětní tabuli s verši básníka katolické moderny Andreje Žarnova.

## Dílo
- Jan XXIII. - Papež klidu a lásky. (1966)
- Věrný svému svědomí (Czech Canadian Cultural and Heritage Centre Toronto a Matica slovenská Martin, 2004)